# 北京文摘
《北京文摘》是由北京日报社于2015年10月22日主办的周报，每周四出报，是一份文摘报，专注内容的趣味性。2018年12月27日，《北京文摘》宣布当期是最后一期，并宣布从2019年起休刊。